# Скереда сибірська
Скереда сибірська (Crepis sibirica) — вид рослин з родини айстрових (Asteraceae), поширений від центральної Європи до Сибіру й північного Китаю.

## Опис
Багаторічна рослина 80–120 см. Стебло і листки знизу опушені довгими щетинистий волосками. Стебло одиночне, товсте, прямостійне, вгорі розгалужене, з 2–20 кошиками, до суцвіття рівномірно облиственне. Листки зморшкуваті, довгасто-яйцеподібні, на краю виїмчасто-зубчасті; середні — з серцеподібною стеблоохопною основою. Обгортка 17–20 мм довжиною, чорнувата, негусто темно-щетиниста, без залозистих волосків. Сім'янки з 25–30 тоненькими реберцями, гладкі, темно-коричневі; чубчик 8–9.5 мм завдовжки, сіруватий. Трава 0.5–1.5 м заввишки.

## Поширення
Поширений від центральної Європи до Сибіру й північного Китаю.
В Україні вид зростає у лісах, по чагарниках, узліссях та галявинах, на луках — у Лісостепу, нечасто.